# Marolles (Calvados)
Marolles település Franciaországban, Calvados megyében. Lakosainak száma 737 fő (2022. január 1.). Marolles Cordebugle, Courtonne-la-Meurdrac, Firfol, Fumichon, L’Hôtellerie, Ouilly-du-Houley, La Chapelle-Hareng, Piencourt és Thiberville községekkel határos.

## Népesség
A település népességének változása:
| Lakosok száma | 412  | 493  | 565  | 643  | 758  | 775  | 768  | 745  | 744  | 737  |
|               | 1968 | 1982 | 1990 | 2006 | 2013 | 2015 | 2017 | 2019 | 2020 | 2022 |